# میرزا آقا امامی
میرزا آقا امامی (۱۲۶۰ – ۱۳۳۴) نقاش، نگارگر و هنرمند سوخت‌نگاری بود. وی روحانی بود. میرزا آقا امامی در شاخه‌های مختلف نگارگری و نیز ساخت جلد و تابلوی سوخت فعالیت داشته است. او احیاگر هنر سوخت معرق دوره صفوی بشمار می‌رود و در حوزه نگارگری یا نقاشی سنتی ایرانی نیز با آثاری ماندگار شناخته می‌شود.

## زندگی
میرزا آقا امامی در شهر اصفهان به سال ۱۲۶۰ خورشیدی به دنیا آمد. او از سلسله سادات امامی اصفهانی بود. پدرش سید محمد حسین، نقاش شیوه گل و مرغ بود و جدش میرزا نصرالله امامی نقاش‌باشی نام داشت که در دورهٔ ناصری، نقاش‌باشی عصر خود بوده است. میرزا آقا پس از مدتی به تهران رفت و در مجمع‌الصنایع دولتی که زیر نظر میرزا رضی صنیع همایون اداره می‌شد، به تحصیل پرداخت و کلیهٔ رموز و فنون علم تصویر و تذهیب را فرا گرفت. سپس رهسپار زادگاه خود شد و در آنجا، کارگاهی در سرای سنگ‌تراشان ملک تهیه کرد و عمده آثارش را در این کارگاه مصوّر ساخت، ولی در اواخر عمر انزوا گزید و در منزل مسکونی خود، به خلق آثار هنری پرداخت.

## شیوه

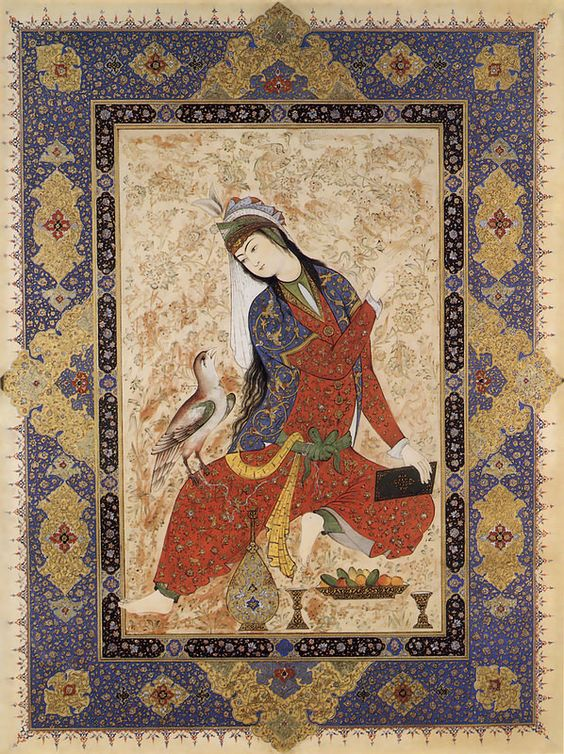
اثری از میرزا آقا امامی در مرقع گلشن.

او در چهره‌پردازی و جانورسازی و گل و مرغ، نماسازی و طراحی نقوش قالی، کارهای روغنی، تذهیب و تشعیر و سایر رشته‌های نقاشی سنتی مهارت داشت و هنرمندی ذوفنون به‌شمار می‌آمد.
میرزاآقا در رشتهٔ تخصصی هنر سوخت که یکی از شیوه‌های بسیار دشوار تصاویر چرمی به‌شمار می‌آید، استادی پیشرو بود و احیا کنندهٔ این هنر به‌شمار می‌رود. به غیر از هنر سوخت، در قلمدان و جلدسازی به شیوهٔ روغنی نیز دست داشته است.
او علاوه بر هنر سوخت برای نقاشی به شیوه مینیاتور، تذهیب و تشعیر، مکتب نقاشی ایرانی‌سازی، گل و بوته سازی، درب‌سازی به سبک صفوی و طراحی نقش قالیهای نفیس شهرت دارد.

## آثار
میرزا آقا امامی در زمینه‌های مختلفی از جمله مینیاتور، تک‌نگاره‌های آبرنگ ایرانی، چهره‌سازی، جانورسازی، گل و مرغ، گل و بوته، فندق نگاری، نما سازی، نقشه قالی، تذهیب، تشعیر، زر افشانی، نقشه فرش، خوش نویسی، کتیبه نگاری، طرح ونقش به صورت جلد، قلمدان، تابلوی سوخت معرق، جلدهای روغنی یا زیرلاکی، قاب آیینه، انواع جعبه در اشکال چهار گوش وچند ضلعی، درب به سبک دوره صفوی، کاشی، طرح پارچه، دستبندهای عاج منقوش، طرح روی قلیان، طلاکوبی و غیره فعالیت می‌کرد.
درب‌های ساخته شده
از چهار دربی معروفی که وی ساخته است می‌توان به درب‌های ورودی تالار تختگاه (چهلستون) قرار داشت اشاره کرد این درب‌ها رو به اتاق‌های خصوصی و تالار بازگشوده می‌شد. این درب‌ها به نقاشی‌های زیبایی آراسته شده که یکی از آنها در حال حاضر در موزه ویکتور یا و آلبرت لندن و دیگری در موزه متروپولیتن نیویورک نگه‌داری می‌شود. در مقابل این دو درب که متضمن تصاویر انسان و جانوران هستند، دو درب دیگر به نقش گل‌های افسانه‌ای و پرندگان اختصاص دارند. این گل‌ها هرگز در روی زمین نشکفته‌اند محصول خیالی پخته و ظریف و متکی به سوابق قدیم است. پرندگان کاملاً طبیعی واز جهت تصویر، به جز آثار نقاشان متخصص پرنده در خاور دور، هم شان و رقیبی ندارند.
آثار دیگر: یک جفت درب روغنی که از شاهکارهای وی است، با رقم: «میرزاآقا امامی»؛ قاب آینهٔ نفیسی که به تقلید از شیوهٔ صفویه عمل آورده. بدون رقم است؛ مینیاتور ارزنده‌ای به تقلید از آثار استاد محمدی که تصویر دو دلداده است و بدون رقم و طراحی از مدل زنده و شبیه‌سازی از روی عکس از جمله طراحی چهره کنت لاو (خبرنگار نیویورک تایمز) در سال ۱۳۳۲ شمسی.
آثار کلی میرزا آقا امامی از نظر تکنیک
- اجرای تک نگاره‌ها بر روی کاغذ یا مقوا به وسیله آبرنگ
- اجرا به وسیله شیوه زیر لاکی (مانند جلد کتاب جعبه‌های مختلف، قاب آیینه، قلمدان، درب‌های منقوش، دستبدهای عاج)
- کاشی هفت رنگ
- بافته‌ها (طرح برای فرش و پارچه)
- اجرا به شیوه سوخت (عموما به صورت تابلو وکم تر بر روی جلد)
- آثار متفرقه (طر اح‌های مدادی)

#### تجلیل
گواهی اعطای نشان درجه یک علمی به میرزا آقا امامی از طرف دولت شاهنشاهی ایران

## شاگردان
از شاگردان او، حسین اسلامیان، حسین خطائی و محمود فرشچیان اشاره کرد.

## درگذشت
میرزا آقا به سال ۱۳۳۴ در اصفهان درگذشت و در همان‌جا به خاک سپرده شد.